# Virgil Davin
 (juin 2025).
Motif : absence de sources secondaires centrées sur cette personne
- Archive Wikiwix
- Bing
- Cairn
- DuckDuckGo
- E. Universalis
- Gallica
- Google
- G. Books
- G. News
- G. Scholar
- Persée
- Qwant
- (zh) Baidu
- (ru) Yandex

| 1. | Préciser le motif de la pose du bandeau. | Précisez le motif de la pose du bandeau en utilisant la syntaxe suivante : {{admissibilité à vérifier\|date=juin 2025\|motif=remplacez ce texte par le motif}}                    |
| 2. | Informer les utilisateurs concernés.     | Pensez à avertir le créateur de l'article, par exemple, en insérant le code ci-dessous sur sa page de discussion : {{subst:avertissement admissibilité à vérifier\|Virgil Davin}} |

Virgil Davin, né le 10 juin 1952 à Troyes (Aube), est un acteur, réalisateur, et scénariste français.

## Filmographie

### Cinéma
- Chicago Evening News de Jean-Michel Varlez
- Le Silence des K de Germinal Alvarez
- Mékanique de Germinal Alvarez[2]
- Le Camion de Germinal Alvarez
- Carredas de Thomas Buchwalder
- 2006 : Battre en retraite de Elodie Baradat
- 2010 : La Corvée de Frédéric Rigoulot
- 2011 : Dahu de Tom Harari[3],[4],[5]
- 2013 : Un p'tit gars de Ménilmontant de Alain Minier[6]
- 2025 : La Venue de l'avenir de Cédric Klapisch[7]

### Télévision
- Tendresse et passion de Alain Lombardi
- Marc et Sophie de Francis Pernet
- Lune de Miel de Philippe Amar
- PJ de Gérard Vergez
- Avocats et Associés de Alexandre Pidoux
- 2003 : Dock 13 de Laurent Lévy
- 2007 : Qu'est-ce que vous faites chez moi ? de Frédéric Rigoulot
- 2016 : Section Zéro de Olivier Marchal (Saison 1, épisode 4)
- 2016 : Meurtres à l'île de Ré de François Basset et Jules Maillard[8]

- La Brisure, co-écrit avec Jorge-Luis Camacho
- Le Plongeon, co-écrit avec Marc Delta
- Le grand méchant monde, co-écrit avec Georges Saint-Yves et Jorge-Luis Camacho

### Cinéma
- Accro (court-métrage)
- Du Blues à l'âme (moyen-métrage)[9]

## Théâtre
- L'avare (Molière) de Jean-Pierre Martin
- 1985 : Jules César de Robert Hossein
- 1989 : La Chasse au cafard, de Janusz Glowacki, mise en scène Andréas Voutsinás[10],[11]
- 2005 : Poker (Dealer's choice) de Patrick Marber, mise en scène Isabelle Kerisit[12],[13]
- 2007 : Poème symphonique de Jean-Claude Deret
- Dame seule, Villa isolée de Jean-Claude Deret (mise en espace)
- 2023 : Ladies Night de Antony Mc Carten et Stephen Sinclair, adaptation de Jacques Collard, mise en scène Guylaine Laliberté[14]